# پنیالسردو

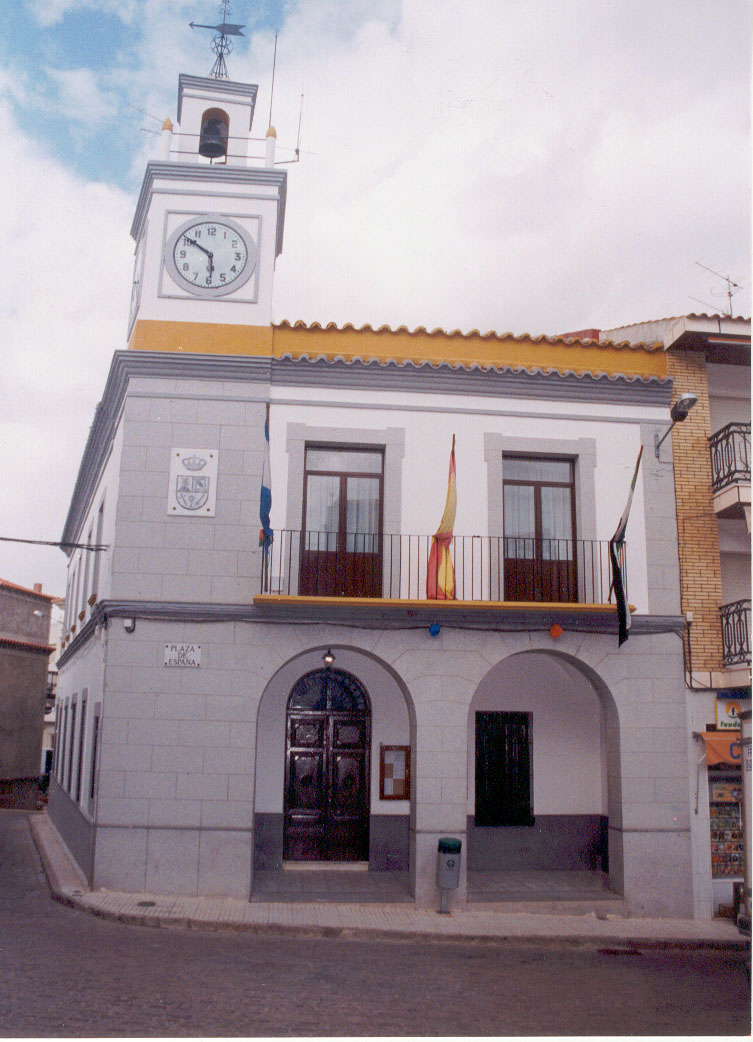
یک ساختمان در این شهرستان

پنیالسردو (به اسپانیایی: Peñalsordo) یک شهرستان در اسپانیا است که در استان باداخس واقع شده‌است.